# 康奈利 (紐約州)
康奈利（英語：Connelly）是位於美國紐約州阿爾斯特縣的非建制地區。

## 歷史
康奈利的郵局自1889年營運至今。

## 地理
康奈利所處的海拔為高於海平面7米（即23英呎），而該地所採用的時區為UTC-5，即北美东部时区（EST）。同時該地設有夏令時間，為UTC-5調快一小時，即UTC-4（EDT）。